# Kinh tế Israel
Kinh tế Israel là một nền kinh tế thị trường tư bản chủ nghĩa phát triển với mức độ công nghiệp hóa, kỹ nghệ cùng hàm lượng tri thức cao, đây là quốc gia có nền tảng kinh tế bền vững dựa trên một nền công nghiệp tiên tiến và là nước phát triển duy nhất tại khu vực Trung Đông hiện nay. Israel thường được giới chuyên gia gọi với biệt danh "Quốc gia khởi nghiệp". Đây cũng là nơi đặt trụ sở phụ của rất nhiều hãng công nghệ lớn trên toàn cầu.
Các lĩnh vực kinh tế chủ chốt bao gồm sản phẩm công nghệ - công nghệ cao, công nghiệp nặng, vũ khí, thiết bị quân sự, sản phẩm từ kim loại, thiết bị điện tử và y sinh, dịch vụ, sản phẩm nông nghiệp, chế biến thực phẩm, hóa chất, thiết bị vận tải; Israel cũng là một trong những trung tâm hàng đầu thế giới về công nghiệp quốc phòng và chế tác kim cương.
Tương đối nghèo tài nguyên thiên nhiên, Israel phụ thuộc vào việc nhập khẩu dầu mỏ, nguyên vật liệu thô, lúa mì, khí đốt, kim cương thô và một số đầu vào khác cho sản xuất. Tuy nhiên việc lệ thuộc hoàn toàn vào năng lượng nhập khẩu có thể sẽ thay đổi vì gần đây Israel đã phát hiện ra một trữ lượng lớn các mỏ khí tự nhiên ở vùng bờ biển nước này.
Israel rất năng động trong phát triển phần mềm, viễn thông và chất bán dẫn. Việc tập trung cao độ các ngành công nghệ cao ở Israel, với sự hỗ trợ của một phong trào đầu tư mạo hiểm (khởi nghiệp) vững chắc, khiến Israel được mệnh danh là "Silicon Wadi" - được đánh giá là chỉ đứng thứ 2 sau Silicon Valley của Hoa Kỳ. Nhiều công ty khởi nghiệp của Israel đã được mua lại bởi các thương hiệu, công ty đa quốc gia lớn trên thế giới, nguyên nhân xuất phát từ lực lượng nhân sự chất lượng cao và đáng tin cậy. Israel là điểm đến đầu tiên ngoài Mỹ của Berkshire Hathaway khi công ty này mua lại ISCAR Metalworking và đầu tiên của Amazon tại khu vực Trung Đông khi CEO Jeff Bezos quyết định mua lại Annapurna Labs vào năm 2015. Israel cũng là nơi đặt những trung tâm nghiên cứu và phát triển đầu tiên ngoài nước Mỹ của các "đại gia" công nghệ như Intel, Microsoft, IBM, Google, Facebook và Apple. Các tỷ phú, doanh nhân, nhà tài phiệt tư bản người Mỹ như Bill Gates, Warren Buffett và Donald Trump,... đều ca ngợi những thành tựu của nền kinh tế Israel. Bên cạnh hoạt động kinh doanh và đầu tư tại quê nhà, các nhà tài phiệt Mỹ đều bỏ nhiều vốn vào rất nhiều ngành kinh tế của Israel như bất động sản, công nghệ cao, sản xuất. Năm 2013, Israel xếp thứ 19 trong tổng số 187 quốc gia về Chỉ số phát triển con người (HDI) của Liên Hợp Quốc. Israel cũng là một điểm đến du lịch nổi tiếng với 3,54 triệu du khách quốc tế ghé thăm cùng năm.
Tháng 9 năm 2010, Israel được mời tham gia Tổ chức Hợp tác và Phát triển Kinh tế (OECD). Israel cũng đã ký thỏa thuận thương mại tự do với Liên Minh châu Âu, Mỹ, Hiệp hội Mậu dịch Tự do châu Âu, Thổ Nhĩ Kỳ, Mexico, Canada, Jordan, Ai Cập. Ngày 18 tháng 12 năm 2007, Israel trở thành nước đầu tiên ngoài khu vực Mỹ Latinh ký thỏa thuận tự do thương mại với Khối Mercosur.

## Lịch sử
Cuộc khảo sát Biển Chết lần đầu tiên năm 1911, thực hiện bởi kỹ sư người Nga gốc Do Thái Moshe Novomeysky, dẫn tới việc thành lập công ty trách nhiệm hữu hạn Palestine Potash năm 1930, sau đó được đổi tên là Dead Sea Works. Năm 1923, Pinhas Rutenberg được cấp phép độc quyền sản xuất và phân phối điện. Ông thành lập Công ty Điện lực Palestine, tiền thân của Tập đoàn Điện lực Israel. Giữa các năm 1920 và 1924, một vài trong số các nhà máy lớn nhất nước được thành lập, trong đó có công ty Shemen Oil, Societe des Grand Moulins, công ty Palestine Silicate và công ty muối Palestine. Năm 1937, có 86 nhà máy kéo sợi và dệt trong nước, tuyển dụng 1.500 lao động. Vốn và kĩ thuật được cung cấp bởi các chuyên gia gốc Do Thái ở châu Âu. Nhà máy dệt may Ata ở Kryat Ata, sau này trở thành biểu tượng của ngành dệt may Israel, được thành lập năm 1934. Ngành này phát triển nhanh trong Thế chiến thứ 2, khi nguồn hàng từ châu Âu sụt giảm do các nhà sản xuất phải phục vụ cho nhu cầu quân đội. Đến năm 1943, số lượng các nhà máy tăng lên đến 250, với số nhân công 5.630, và số sản phẩm tăng gấp mười lần trước đó.
Từ năm 1924, các hội chợ thương mại được tổ chức tại Tel Aviv.

### Sau khi độc lập
Sau khi dành độc lập, Israel phải đối mặt với một cuộc khủng hoảng kinh tế nghiêm trọng. Vừa phải phục hồi từ hậu quả của cuộc chiến tranh Ả Rập-Israel năm 1948, vừa phải tiếp nhận hàng trăm ngàn người tị nạn Do Thái từ châu Âu và thế giới Ả Rập. Israel thiếu hụt tài chính nghiêm trọng và đối mặt với một cuộc khủng hoảng kinh tế sâu sắc, dẫn đến chính sách thắt lưng buộc bụng từ năm 1949 đến 1959. Tỷ lệ thất nghiệp cao, dự trữ ngoại tệ khan hiếm.
Năm 1952, Israel và Tây Đức đã ký thỏa thuận quy định Tây Đức phải bồi thường cho Israel vì cuộc thảm sát người Do Thái cũng như bồi thường cho tài sản của người Do Thái bị đánh cắp bởi Đức quốc xã. Trong 14 năm sau đó, Tây Đức bồi thường cho Israel 3 tỷ đồng Mác. Khoảng bồi thường đã trở thành cứu cánh cho nền kinh tế Israel, chiếm đến 87,5% thu nhập của Israel năm 1956. Năm 1950, chính phủ Israel phát hành trái phiếu Israel dành quyền mua cho người Do Thái ở Mỹ và Canada. Năm 1951, kết quả tổng kết chương trình trái phiếu được hơn 52 triệu đô-la Mỹ. Bên cạnh đó, nhiều người Mỹ gốc Do Thái tổ chức quyên góp cho Israel, riêng trong năm 1956, số tiền quyên góp lên tới 100 triệu đô-la Mỹ. Năm 1957, việc bán trái phiếu đóng góp đến 35% ngân sách phát triển đặc biệt của Israel. Những năm về sau của thế kỷ 20, Israel phụ thuộc nhiều vào viện trợ kinh tế từ Mỹ, nước trở thành liên minh quan trọng nhất của Israel trên trường chính trị thế giới.
Các nguồn tài chính kể trên được đầu tư vào các dự án công nghiệp và nông nghiệp, tạo điều kiện cho Israel thoát khỏi sự phụ thuộc vào các nguồn bên ngoài. Trong số các dự án được đầu tư từ tiền viện trợ có nhà máy năng lượng Hadera, công ty Dead Sea Works, hệ thống Thủy lợi Quốc gia ở Haifa, Ashdod và Eilat, nhà máy khử mặn cho nước, cùng với các dự án hạ tầng quốc gia khác.
Sau khi dành độc lập, ưu tiên của chính phủ là thiết lập các ngành công nghiệp ở những khu vực dự kiến phát triển, trong đó có Lachish, Ashkelon, Negev và Galilee. Sự mở rộng của ngành dệt may Israel là kết quả của sự phát triển ngành trồng bông vải, một ngành nông nghiệp lợi nhuận cao. Những năm cuối thập niên 1960, ngành dệt may đứng thứ hai trong số các ngành công nghiệp chỉ sau thực phẩm. Ngành dệt may chiếm 12% tổng lượng xuất khẩu công nghiệp, đứng thứ hai trong sản lượng chỉ sau ngành chế tác kim cương. Trong thập niên 1990, lao động giá rẻ ở Đông Nam Á đã khiến lợi nhuận ngành sụt giảm. Hầu hết công việc được thuê ngoài, thực hiện bởi các xưởng may Ả-rập – Israel. Khi các xưởng này bị đóng cửa, các doanh nghiệp Israel trong đó có Delta, Polgat, Argeman và Kitan thực hiện việc may mặc của họ ở Jordan và Ai Cập, thường là trong các khu công nghiệp thuộc thỏa thuận QIZ. Những năm đầu thập niên 2000, các công ty Israel có 30 nhà máy ở Jordan. Giá trị hàng xuất khẩu Israel đạt 370 triệu USD một năm, cung cấp hàng hóa cho các nhà bán lẻ và các nhà thiết kế như Marks & Spencer, The Gap, Victoria's Secret, Wal-Mart, Sears, Ralph Lauren, Calvin Klein và Donna Karan.
Trong hai thập niên đầu từ khi giành được độc lập, bằng lòng quyết tâm Israel đã thúc đẩy tỷ lệ phát triển kinh tế lên hơn 10% mỗi năm. Mức sống bình quân tăng nhanh, từ năm 1950 đến 1963 bình quân chi tiêu của tầng lớp làm công ăn lương tăng 97%. Những năm sau cuộc chiến Yom Kippur năm 1973 kinh tế đình trệ, lạm phát tăng cao, chi tiêu của chính phủ tăng đáng kể. Cũng đáng đề cập là cuộc khủng hoảng cổ phiếu ngân hàng năm 1983. Đến năm 1984, tình hình kinh tế trở nên bi đát với lạm phát lên tới gần 450% và được dự đoán lên tới 1000% trong năm sau đó. Tuy nhiên sự thành công của kế hoạch bình ổn kinh tế năm 1985  và sự chuyển đổi sang kinh tế định hướng thị trường  vực dậy nền kinh tế và tạo đà cho sự tăng trưởng ngoạn mục trong thập niên 1990, Israel trở thành hình mẫu cho các nước khác khi phải đối mặt những cuộc khủng hoảng kinh tế tương tự.

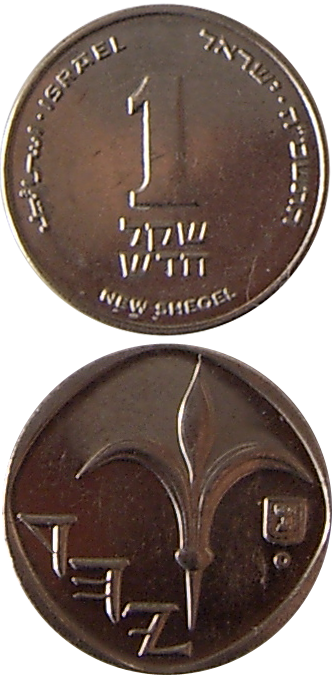
1 đồng shekell mới của Israel

Có hai cột mốc giúp chuyển đổi nền kinh tế Israel kể từ những năm đầu thập niên 1990. Thứ nhất là làn sóng người Do Thái hồi hương, chủ yếu là từ các nước thuộc Liên Bang Sô-viết, mang hơn 1 triệu công dân mới tới Israel. Những người nhập cư này, nhiều người trong số họ có học thức cao, ngày nay chiếm 16% trong dân số 7,5 triệu của Israel. Thứ hai là tiến trình hòa bình được bắt đầu ở hội nghị Madrid tháng 10 năm 1991, dẫn tới việc ký kết thỏa thuận và sau đó là hiệp ước hòa bình giữa Israel và Jordan (1994).
Tiến tới những năm đầu thập kỷ 2000. Nền kinh tế Israel tụt dốc vì sự đổ vỡ của bong bóng dot-com, nhiều công ty khởi nghiệp trong thời kỳ đỉnh cao của bong bóng dot-com đã phải phá sản. Cùng với phong trào nổi dậy lần thứ hai của người Palestine - Intifada, tiêu tốn của Israel hàng tỷ đô la cho chi phí an ninh, sự sụt giảm của đầu tư và du lịch, đã khiến tỷ lệ thất nghiệp ở Israel lên tới hai con số.
Trong năm 2002 nền kinh tế Israel suy giảm trong 1 quý khoảng 4%. Sau đó kinh tế Israel đã có sự hồi phục đáng kể bằng cách mở các thị trường mới cho các nhà xuất khẩu Israel như là các nước mới nổi ở Đông Á cũng như là sự hồi phục của lĩnh vực công nghệ khi cuộc khủng hoảng dot-com chạm đáy và việc sử dụng internet toàn cầu tăng tạo ra nhu cầu phần mềm, song song đó là nhu cầu các sản phẩm an ninh quốc phòng kể từ sau vụ khủng bố 11 tháng 9. Tất cả các nhu cầu này Israel đều sẵn sàng đáp ứng vì có sự đầu tư sớm trong các lĩnh vực này, điều này giúp giảm dần tình trạng thất nghiệp trong nước.
Vài năm trở lại đây một làn sóng chưa từng có các khoảng đầu tư nước ngoài đổ vào Israel, các công ty trước đây xa lánh Israel nay thấy được tiềm năng đóng góp của Israel vào các chiến lược toàn cầu của họ. Năm 2006, tổng đầu tư nước ngoài vào Israel là 13 tỷ đô-la, theo số liệu của Hiệp hội Các Nhà sản xuất Israel. Thời báo Tài chính (Financial Times) nhận xét "bom vẫn rơi, kinh tế Israel vẫn tăng trưởng". Ngoài ra, trong khi tổng nợ nước ngoài của Israel là 95 tỷ USD, xấp xỉ 41,6% GDP, kể từ 2001 nước này đã trở thành một quốc gia cho vay ròng với thặng dư tính ở thời điểm tháng 6 năm 2012 là 60 tỷ USD. Israel cũng duy trì thặng dư tài khoản vãng lai bằng khoảng 3% tổng sản phẩm nội địa.

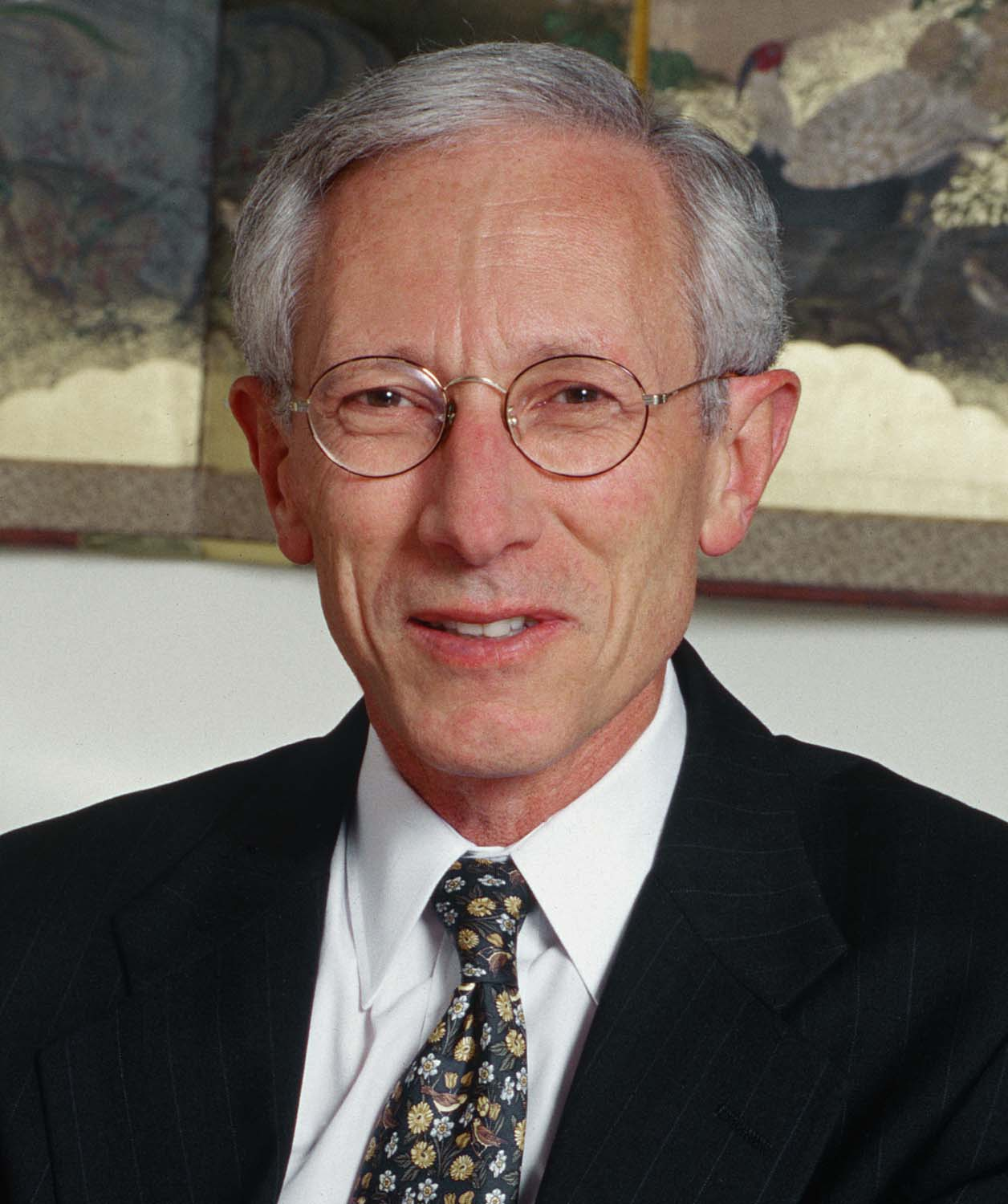
Stanley Fischer, Thống đốc Ngân hàng Trung ương Israel 2005–2013

Kinh tế Israel đứng vững trước cuộc khủng hoảng toàn cầu cuối thập niên 2000, với tốc độ tăng trưởng dương trong năm 2009 và tỷ lệ thất nghiệp thấp hơn nhiều nước phương tây. Có một vài lý do cho sự phục hồi này, ví dụ như, đã nói bên trên, Israel là nước cho vay ròng chứ không phải là nước đi vay và chính phủ và Ngân hàng Trung ương Israel nói chung là bảo thủ trong các chính sách kinh tế vĩ mô. Có thể đề cập đến 2 chính sách làm dẫn chứng, thứ nhất là sự từ chối của chính phủ trước áp lực của các ngân hàng khi họ đòi hỏi một lượng lớn tiền cứu trợ từ ngân sách công lúc cuộc khủng hoảng vừa mới bắt đầu, và do đó hạn chế được các hành vi mạo hiểm của họ. Chính sách thứ hai là việc áp dụng các đề nghị của ủy ban Bach’ar trong những năm đầu và giữa thập niên 2000 khi họ đề nghị tách bạch hoạt động đầu tư và lưu ký của các ngân hàng, trái ngược với xu hướng đang thịnh hành trong các quốc gia khác lúc đó, nhất là ở Mỹ, là nới lỏng các hạn chế - điều đã khuyến khích các hoạt động rủi ro cao trong hệ thống tài chính ở các nước này.

### Thành viên Tổ chức Hợp tác và Phát triển Kinh tế - OECD
Tháng 5 năm 2007, Israel được mời tham dự các phiên thảo luận mở với OECD. Tháng 5 năm 2010, các nước thành viên OECD đã biểu quyết nhất trí việc mời Israel tham gia, bất chấp phản đối từ phía Palestine. Israel trở thành thành viên chính thức từ ngày 7 tháng 9 năm 2010. OECD ca ngợi thành quả nghiên cứu khoa học và công nghệ và mô tả Israel có một "thành tích vượt trội so với mặt bằng chung của thế giới".

### Các thách thức
Mặc dù giàu có về mặt kinh tế, nền kinh tế Israel đang đương đầu với nhiều thách thức, có những thách thức ngắn hạn và thách thức dài hạn. Về ngắn hạn, sự thất bại trong việc lập lại thành công của ngành viễn thông trong các ngành kinh tế đang phát triển khác làm ngăn trở các triển vọng kinh tế. Sự thất bại trong việc gầy dựng các công ty đa quốc gia lớn trong thập kỷ vừa rồi cũng đặt ra câu hỏi về khả năng tuyển mộ một lượng lớn nhân sự trong các lĩnh vực kinh tế cao cấp. Về dài hạn, Israel đang đương đầu với thách thức về tỷ lệ tham gia lao động thấp của nam giới thuộc nhóm Siêu Chính Thống Do Thái Giáo, điều này có thể dẫn đến tỷ lệ người dân có việc làm trong tổng dân số thấp và tỷ lệ dân số sống phụ thuộc cao trong tương lai. Thống đốc Ngân hàng Trung ương Israel, Stanley Fischer, nói rằng việc nghèo đi của nhóm Siêu Chính Thống đang ảnh hưởng xấu đến nền kinh tế. Theo một số liệu được công bố bởi Ian Fursman, 60% số hộ nghèo của Israel rơi vào nhóm Siêu Chính Thống và nhóm người Israel gốc Ả-rập. Hai nhóm trên chiếm 25-28% tổng dân số Israel.

## Các ngành kinh tế

### Nông nghiệp

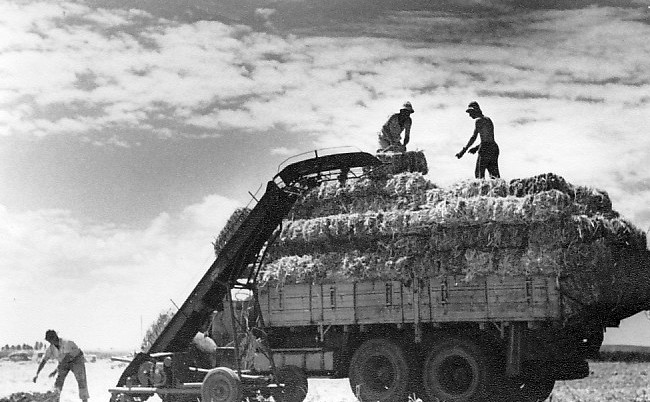
Kibbutz, một loại hình cộng đồng nông nghiệp ở Israel, đóng vai trò quan trọng đối với kinh tế Israel cho tới cuối thập niên 1970.

2,8% GDP Israel là từ nông nghiệp. Trong tổng số lao động trên toàn lãnh thổ là 2,7 triệu người, 2,6% làm việc trong sản xuất nông nghiệp và 6,3% trong các dịch vụ liên quan đến nông nghiệp. Trong khi Israel nhập khẩu một lượng lớn ngũ cốc (xấp xỉ 80% lượng tiêu thụ), nước này đã gần như tự sản xuất được các sản phẩm nông nghiệp và thực phẩm đóng gói khác. Trong nhiều thế kỷ, nông dân đã trồng được nhiều loại trái cây khác nhau thuộc chi cam chanh như bưởi, các loại cam, các loại chanh. Trái cây thuộc chi cam chanh là mặt hàng nông nghiệp xuất khẩu chính của Israel. Bên cạnh đó, Israel cũng là nước hàng đầu về xuất khẩu các thực phẩm được trồng trong nhà kính. Israel xuất khẩu hơn 1,3 tỷ USD sản phẩm nông nghiệp mỗi năm, ngoài ra còn xuất khẩu 1,2 tỷ USD các sản phẩm và công nghệ đầu vào cho nông nghiệp.

### Tài chính
Israel có hơn 100 quỹ tài chính đang hoạt động, quản lý số vốn 10 tỷ USD. Năm 2004, các quỹ đầu tư quốc tế chiếm hơn 50% tổng vốn đầu tư, đây là một ví dụ cho việc Israel là một điểm đến đầu tư hấp dẫn của nhiều nhà đầu tư nước ngoài. Ngành đầu tư mạo hiểm của Israel đã phát triển nhanh chóng kể từ đầu thập niên 1990, có khoảng 70 quỹ đầu tư mạo hiểm đang hoạt động, trong số đó có 14 văn phòng của các quỹ đầu tư quốc tế. Các công ty mới được thành lập và ngành đầu tư mạo hiểm đóng một vai trò quan trọng trong sự phát triển bùng nổ của lĩnh vực công nghệ cao. Năm 2008, vốn đầu tư mạo hiểm ở Israel tăng 19% lên 1,9 tỷ USD.
Giữa năm 1991 và 2000, đầu tư mạo hiểm hàng năm, hầu hết là từ tư nhân, tăng gần 60 lần, từ 58 triệu đô-la lên 3,3 tỷ đô-la; số công ty được thành lập từ vốn đầu tư mạo hiểm tăng từ 100 lên 800; doanh thu từ lĩnh vực công nghệ thông tin của Israel tăng từ 1,6 tỷ đô-la lên 12,5 tỷ đô-la. Israel đứng đầu thế giới về đóng góp của đầu tư mạo hiểm vào lĩnh vực công nghệ đối với phát triển kinh tế: 70%.
Cuộc khủng hoảng tài chính 2007-2010 đã ảnh hưởng đến nguồn vốn mạo hiểm trong nước. Trong năm 2009, có 63 cuộc mua bán và sáp nhập trong thị trường Israel với tổng giá trị 2,54 tỷ đô-la; ít hơn 7% so với năm 2008 (2,74 tỷ đô-la), khi 82 công ty Israel bị sáp nhập hoặc mua lại; ít hơn 33% so với năm 2007 (3,79 tỷ đô-la) khi 87 công ty Israel bị sáp nhập hoặc mua lại. Bên cạnh các quỹ đầu tư mạo hiểm, nhiều ngân hàng đầu tư hàng đầu toàn cầu, các quỹ hưu trí và các công ty bảo hiểm có sự hiện diện mạnh mẽ tại Israel để hỗ trợ tài chính cho các doanh nghiệp công nghệ cao và hưởng lợi từ lĩnh vực đang phát triển nhanh này. Trong số đó có Goldman Sachs, Bear Stearns, Deutsche Bank, JP Morgan, Credit Swiss First Boston, Merrill Lynch, CalPERS, Ontario Teachers Pension Plan và AIG.
Israel cũng có một lĩnh vực tuy còn nhỏ nhưng phát triển nhanh là các quỹ tự bảo hiểm rủi ro (hedge fund). Trong 5 năm từ 2007 đến 2012, số quỹ tự bảo hiểm rủi ro tăng gấp đôi lên 60 trong khi tổng giá trị tài sản mà các quỹ này quản lý tăng bốn lần kể từ 2006. Hiện tại các quỹ này đang quản lý tổng cộng 2 tỷ đô-la với khoảng 300 nhân viên. Sự phát triển của lĩnh vực quỹ tự bảo hiểm rủi ro đã thu hút vô số các nhà đầu tư trên khắp thế giới, nhất là từ Mỹ.

### Công nghệ

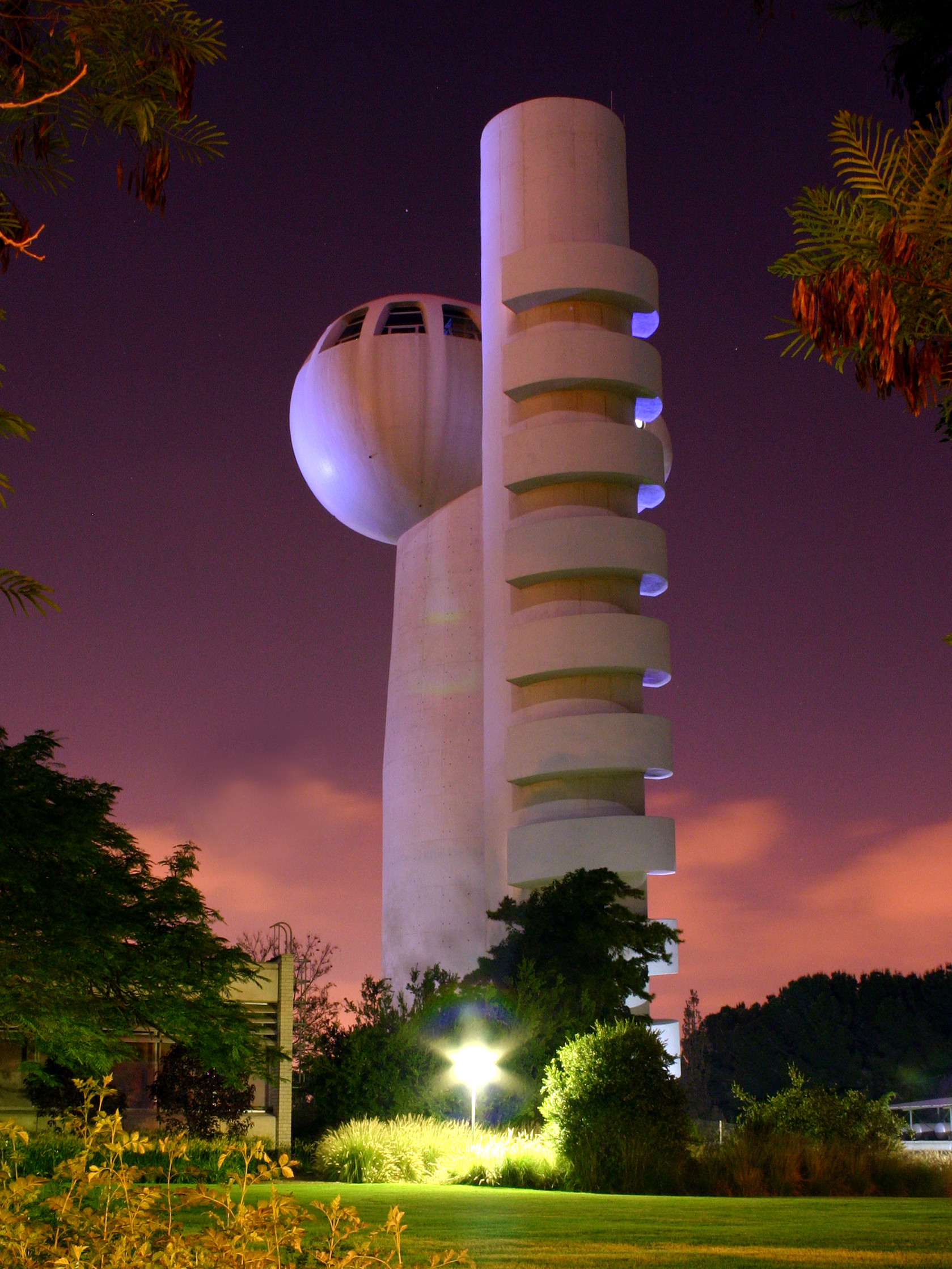
Viện Khoa học Weizmann, Rehovot

Khoa học và công nghệ là một trong những lĩnh vực phát triển cao và có mức độ công nghiệp hóa mạnh nhất ở Israel. Phần trăm số lao động Israel tham gia vào lĩnh vực khoa học và công nghệ, cũng như tỷ lệ số vốn bỏ vào nghiên cứu và phát triển trong tổng sản phẩm quốc nội đứng hàng đầu thế giới. Israel đứng thứ 4 trên thế giới về số công trình khoa học tính trên một triệu dân. Tỷ lệ phần trăm số bài báo khoa học xuất phát từ Israel trên tổng số bài báo khoa học của thế giới gấp 10 lần tỷ lệ phần trăm của dân số Israel trong tổng dân số thế giới. Israel có tỷ lệ trung bình số nhà khoa học, chuyên gia kỹ thuật và kỹ sư trên 10 ngàn lao động cao nhất thế giới: 140 người. Tỷ lệ này ở Mỹ là 85 và ở Nhật là 83 người trên 10.000 lao động.
Các nhà khoa học Israel đã đóng góp cho sự tiến bộ trong các lĩnh vực khoa học tự nhiên, khoa học nông nghiệp, khoa học máy tính, điện tử, nghiên cứu gen, y dược, quang học, năng lượng mặt trời và nhiều lĩnh vực kỹ thuật khác. Israel có cơ sở của nhiều công ty công nghệ cao hàng đầu và có một dân số hiểu biết nhiều về kỹ thuật. Năm 1998, Tel Aviv được tạp chí Newsweek bình chọn là một trong 10 thành phố có ảnh hưởng mạnh nhất đến kĩ thuật của thế giới. Năm 2012, thành phố được gọi là nơi tốt thứ nhì cho các doanh nghiệp công nghệ mới khởi nghiệp, đứng sau Thung lũng Silicon ở Mỹ. Năm 2013, Tel Aviv một lần nữa được tạp chí Boston Globe của Mỹ xếp thứ 2 trong số các thành phố tốt nhất cho doanh nghiệp mới khởi nghiệp, sau Thung lũng Silicon. Israel vẫn tiếp tục là trung tâm lớn nhất thế giới cho các công ty khởi nghiệp trong lĩnh vực công nghệ cao với 200 doanh nghiệp mới được thành lập hàng năm.

### Năng lượng

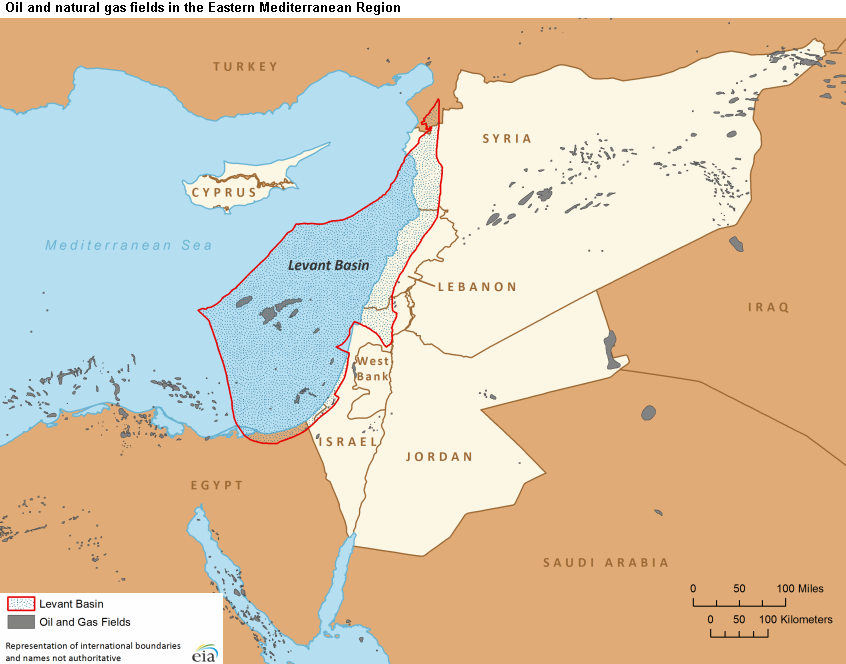
Các mỏ dầu và khí đã tìm thấy ở lưu vực Levant (US EIA)

Mức tiêu thụ năng lượng từ nhiên liệu hóa thạch ở Israel từ 1980. Tiêu thụ than tăng nhanh kể từ năm 1980. Tiêu thụ khí tự nhiên gần bằng không năm 2003 và tăng nhanh từ đó.

Trong lịch sử, Israel phụ thuộc nhiều vào nguồn nhập khẩu để đáp ứng nhu cầu năng lượng của nước này, 5% GDP của năm 2009 được chi cho nhập khẩu năng lượng. Hệ thống vận tải phụ thuộc phần lớn vào xăng và dầu diesel, trong khi phần lớn điện được tạo ra từ than đá nhập khẩu. Lượng dự trữ dầu thô là không đáng kể. Tuy nhiên Israel vừa phát hiện một mỏ khí tự nhiên lớn trong năm 2009, sau hàng thập kỷ thất bại trong việc thăm dò.

#### Khí tự nhiên
Cho tới những năm đầu thập niên 2000, lượng khí tự nhiên được sử dụng ở Israel là nhỏ. Cuối những năm 1990, chính phủ Israel quyết định khuyến khích sử dụng khí tự nhiên bởi vì các lý do về môi trường, giá thành và đa dạng hóa nguồn nhiên liệu. Tuy nhiên ở thời điểm đó, trong nước không có nguồn khí tự nhiên và kỳ vọng là khí sẽ được cung cấp từ nước ngoài ở dạng khí hóa lỏng thông qua một đường ống tương lai từ Ai Cập (sau này trở thành đường ống Arish-Ashkelon). Các kế hoạch được lập nên để Tập đoàn Điện lực Israel xây dựng các nhà máy năng lượng chạy bằng khí, một lưới phân phối khí tự nhiên trên toàn quốc cũng như một cảng nhập khẩu khí hóa lỏng. Ngay sau đó, khí đã được dẫn đến lãnh thổ Israel, ban đầu bằng một lượng nhỏ và một thập kỷ sau là một lượng rất lớn ở vùng biển sâu ngoài khơi bờ biển Israel. Điều này đã thúc đẩy việc sử dụng khí tự nhiên của nền kinh tế Israel, nhất là để phát điện và trong các lĩnh vực công nghiệp, lượng tiêu thụ tăng từ mức bình quân hàng năm là 10 triệu m3 giữa năm 2000 và 2002 lên đến 3,7 tỷ m3 năm 2010.
| 2004                                    | 2005 | 2006 | 2007 | 2008 | 2009 | 2010 | 2014* | 2016* | 2018* | 2020* | 2022* | 2024* | 2026* | 2028* | 2030* |
| --------------------------------------- | ---- | ---- | ---- | ---- | ---- | ---- | ----- | ----- | ----- | ----- | ----- | ----- | ----- | ----- | ----- |
| 1.2                                     | 1.6  | 2.3  | 2.7  | 3.7  | 4.2  | 5.2  | 8.1   | 9.5   | 10.1  | 11.1  | 11.7  | 13    | 14.3  | 15.3  | 16.8  |
| Đơn vị: tỷ mét khối mỗi năm.*Ước lượng. |      |      |      |      |      |      |       |       |       |       |       |       |       |       |       |

##### Phát hiện khí tự nhiên

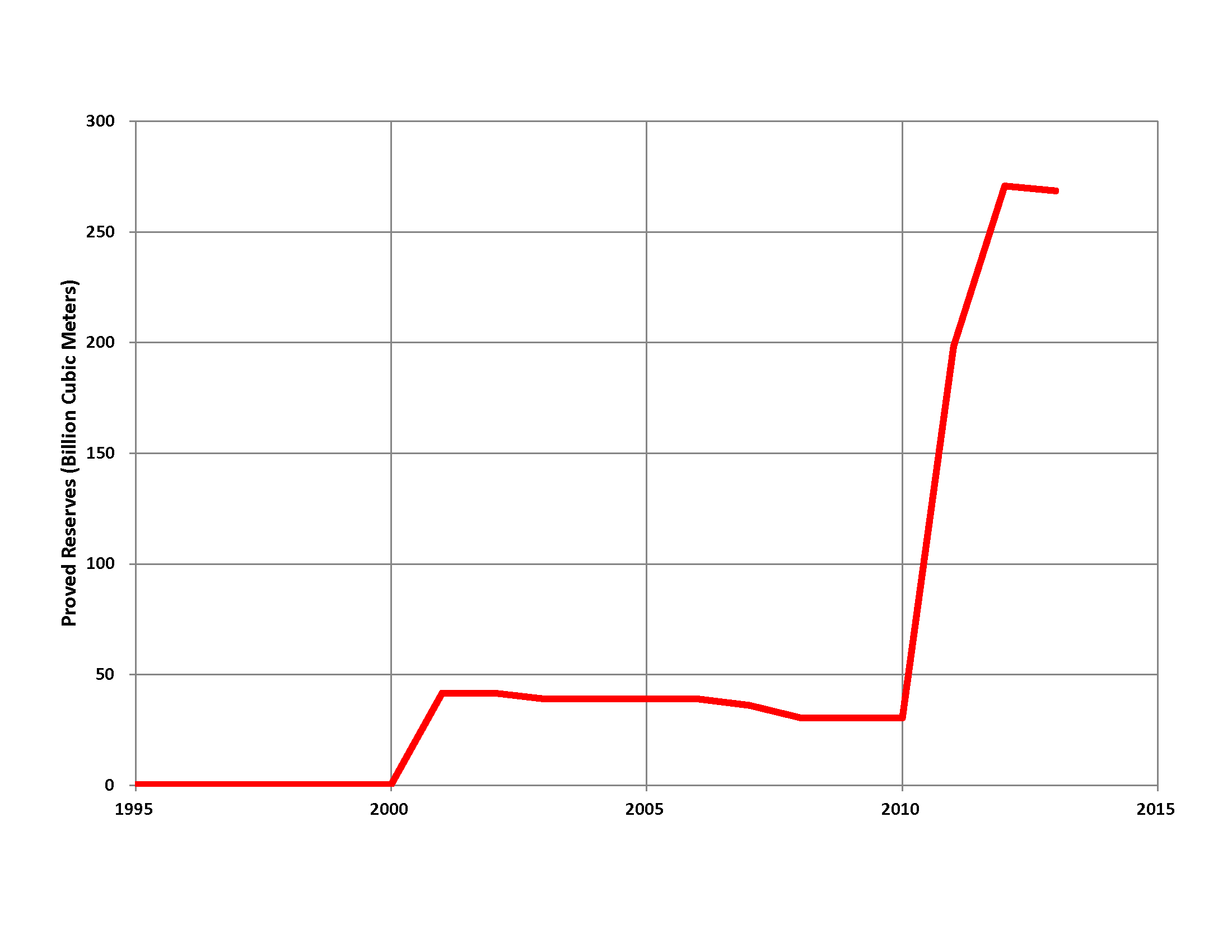
Trữ lượng khí tự nhiên đã xác thực ở Israel

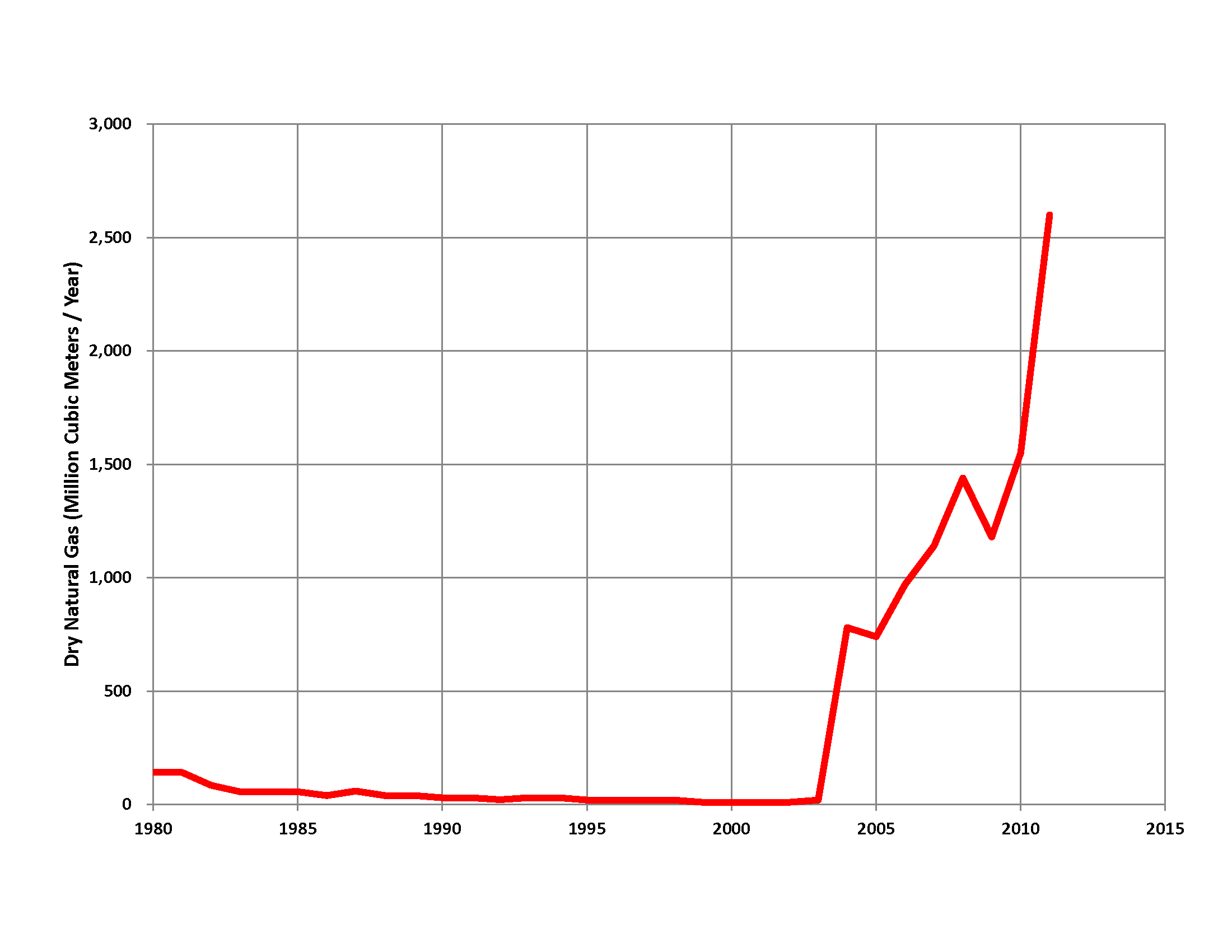
Sản lượng khí tự nhiên ở Israel, 1980-2012 (Nguồn: Cơ quan Quản lý Thông tin Năng lượng Hoa Kỳ - EIA)

Năm 2000, một khám phá nhỏ tìm ra 33 tỷ m3 khí ngoài khơi Ashkelon, khai thác thương mại bắt đầu năm 2004. Tuy nhiên đến năm 2014, mỏ khí gần như cạn kiệt – sớm hơn dự tính vì việc khai thác tăng cao để bù đắp cho phần nhập khẩu từ Ai Cập bị thiếu hụt do cuộc nổi dậy lật đổ tổng thống Mubarak năm 2011. Năm 2009, một mỏ khí khổng lồ được tìm thấy và được đặt tên là Tamar, với trữ lượng ít nhất theo tính toán là 223 tỷ mét khối (nếu tính cả phần có thể có được là 307 tỷ mét khối), mỏ khí nằm ở vùng biển sâu cách về phía tây Haifa khoảng 90 km, ngoài ra còn có khoảng 15 tỷ mét khối nằm gần bờ biển hơn. Hơn thế nữa, các kết quả khảo sát địa chấn 3D và khoan thăm dò tiến hành năm 2010 còn xác nhận một trữ lượng dự tính khoảng 621 tỷ mét khối khí tự nhiên tồn tại ở một hệ tầng địa chất lớn dưới mặt nước biển gần mỏ khí đã được phát hiện năm 2009, mỏ được đặt tên là Leviathan. Một bài báo của tờ The Economist nói rằng Israel đã xác nhận một lượng khoảng 990 tỷ mét khối khí đã được tìm thấy tính đến đầu năm 2014. Cơ quan Quản lý Thông tin Năng lượng Hoa Kỳ - EIA nói rằng Israel có một khối lượng dự trữ khí đã được kiểm chứng là 283 tỷ mét khối tính đến ngày 1 tháng 1 năm 2014.
Mỏ Tamar bắt đầu được khai thác thương mại ngày 30 tháng 3 năm 2013 sau bốn năm xây dựng mở rộng. Nguồn khí gas từ Tamar được kỳ vọng sẽ thúc đẩy kinh tế Israel, sau khi đã bị mất hơn 20 tỷ đồng Shekel Israel từ năm 2011 đến 2013 do sự ngưng trệ của nguồn cung cấp khí từ nước láng giềng Ai Cập (và có thể sẽ không có việc nối lại việc cung cấp khí cho Israel, do Ai Cập quyết định ngừng vô thời hạn chương trình này). Kết quả của việc ngưng cung cấp khí từ Ai Cập khiến Israel cũng như Jordan phải nhờ đến nguồn thay thế đắt đỏ và ô nhiễm là nhiên liệu lỏng nặng. Trong khi nguồn cung khí cho Jordan được phục hồi một phần trong năm 2013, khí từ mỏ Tamar và Leviathan được kỳ vọng sẽ đáp ứng tất cả các nhu cầu khí tự nhiên trong nước cho Israel trong hàng thập kỷ tới. Ngoài ra, do nguồn cung không ổn định từ Ai Cập, có tin tức cho rằng Jordan đang xem xét việc ký thỏa thuận nhập khẩu khí từ Israel. Mặc dù về mặt chính trị đó không phải là một quyết định thoải mái cho vương quốc Jordan, một thoả thuận như trên là hợp lý và ít tốn kém nhất cho nước này nhằm bù đắp phần thiếu hụt trong nguồn khí nhập từ Ai Cập. Việc thiếu năng lượng của Ai Cập, dẫn đến việc giảm xuất khẩu khí thiên nhiên, cũng có nghĩa là một ngày nào đó Ai Cập cũng phải nhập khí thiên nhiên từ Israel, mặc dù cho đến lúc này Ai Cập vẫn từ chối một dạng thỏa thuận như vậy vì những lý do chính trị, bất chấp thực tế là nguồn khí từ Israel sẽ rẻ hơn hẳn từ các nơi khác.
Cho tới lúc này việc khám phá lượng khí lớn đã khẳng định rằng lưu vực Levan của vùng phía tây Địa Trung Hải chứa một lượng rất lớn khí tự nhiên và có thể là cả dầu thô. Do đó, các cuộc khám phá bổ sung về dầu và khí ở ngoài khơi bờ biển Israel vẫn đang tiếp diễn. Một nguồn tin thân cận với thủ tướng Benjamin Netanyahu đã định giá trữ lượng khí tự nhiên của Israel khoảng 130 tỷ đô-la, trong khi năm 2012 tạp chí BusinessWeek ước lượng giá trị trữ lượng khí là 240 tỷ đô-la. Các doanh nghiệp tham gia thăm dò đặt mục tiêu xuất khẩu một phần sản lượng trong tương lai, một số khác cho rằng sẽ tốt hơn, về mặt địa chính trị, nếu sử dụng khí trong nước thay vì các nguồn năng lượng khác. Đầu năm 2012, nội các Israel thông báo kế hoạch thành lập một quỹ đầu tư quốc gia để phân bổ tiền từ thăm dò năng lượng vào giáo dục, quốc phòng và đầu tư ngoài nước.
| Tên mỏ    | Năm phát hiện | Bắt đầu sản xuất | Trữ lượng ước lượng       |
| --------- | ------------- | ---------------- | ------------------------- |
| Noa North | 1999          | 2012             | 50 tỷ foot khối           |
| Mari-B    | 2000          | 2004             | 1 ngàn tỷ foot khối       |
| Tamar     | 2009          | 2013             | 10.8 ngàn tỷ foot khối    |
| Dalit     | 2009          | Chưa khai thác   | 700 tỷ foot khối          |
| Leviathan | 2010          | Chưa khai thác   | 22 ngàn tỷ foot khối      |
| Dolphin   | 2011          | Chưa khai thác   | 81.3 tỷ foot khối         |
| Tanin     | 2012          | Chưa khai thác   | 1.2–1.3 ngàn tỷ foot khối |
| Karish    | 2013          | Chưa khai thác   | 2.3–3.6 ngàn tỷ foot khối |

#### Điện
Tập đoàn Điện lực Israel (IEC), một tập đoàn nhà nước, sản xuất hầu hết lượng điện tạo ra trong nước. Các nhà máy của IEC có tổng công suất lắp đặt là 11.690 MW, hầu như đều được vận hành bằng nhiên liệu hóa thạch. Tập đoàn đã bán ra 52.037 GWh điện trong năm 2010. IEC đang trong quá trình nâng công suất phát lên thêm vài ngàn megawatt để đáp ứng cho nhu cầu tăng cao và thực tế nguồn điện dự phòng thấp, tuy nhiên đang có sự tranh luận trong việc bao nhiêu điện nên được tạo ra từ đốt than và bao nhiêu từ khí thiên nhiên, nguyên nhân tranh luận xuất phát từ việc có một số quyết định đầu tư tài chính của tập đoàn đã có từ trước khi mỏ khí Tamar được phát hiện. Bên cạnh đó, để khuyến khích cạnh tranh trong thị trường điện, trong năm 2010 nhà nước Israel đã xem xét đề nghị từ bốn công ty tư nhân sẽ cung cấp tối đa là 3,640 MW điện ở 11 địa điểm mới, đa số sẽ là các nhà máy điện chu trình hỗn hợp sử dụng khí.
Trong khi nước này sở hữu dung lượng phát và truyền dẫn đủ để đáp ứng cho tất cả các nhu cầu điện trong nước, một vấn đề mãn tính mà thị trường điện Israel phải đối mặt là nguồn điện dự phòng, nguyên nhân chủ yếu là do Israel là một "hòn đảo về điện". Hầu hết các nước khác đều có khả năng lấy điện từ các nhà sản xuất ở nước láng giềng khi bị thiếu điện. Mạng lưới điện của Israel không được kết nối với các nước láng giềng. Nguyên nhân chính là các vấn đề về chính trị nhưng một phần là do bản thân hệ thống điện của Jordan và Ai Cập có thể nói là kém phát triển, lượng điện tạo ra tính trên đầu người chỉ bằng khoảng một phần bốn hay một phần năm của Israel. Mặc dù vậy, không như các nước xung quanh, việc cắt điện luân phiên ở Israel hiếm khi xảy ra, ngay cả vào cao điểm. Tuy nhiên để cải thiện tình trạng nguồn điện dự phòng thấp và để tạo cơ hội để xuất khẩu khi dư điện, Israel và cộng hòa Síp đang xem xét việc thực thi dự án Kết nối Âu – Á – EuroAsia Interconnector. Dự án bao gồm lắp đặt đường dây cao thế một chiều 2000 MW dưới mặt nước biển giữa hai nước và giữa cộng hòa Síp và Hy Lạp, nó sẽ giúp kết nối Israel với mạng điện của đại lục châu Âu.
|                                               | Than đá | Dầu nhiên liệu | Khí tự nhiên | Diesel |
| --------------------------------------------- | ------- | -------------- | ------------ | ------ |
| Công suất lắp đặt theo loại hình nhà máy      | 39.7%   | 3.4%           | 39.8%        | 18.9%  |
| Tổng lượng điện tạo ra hàng năm từ nhiên liệu | 61.0%   | 0.9%           | 36.6%        | 1.5%   |

#### Năng lượng mặt trời

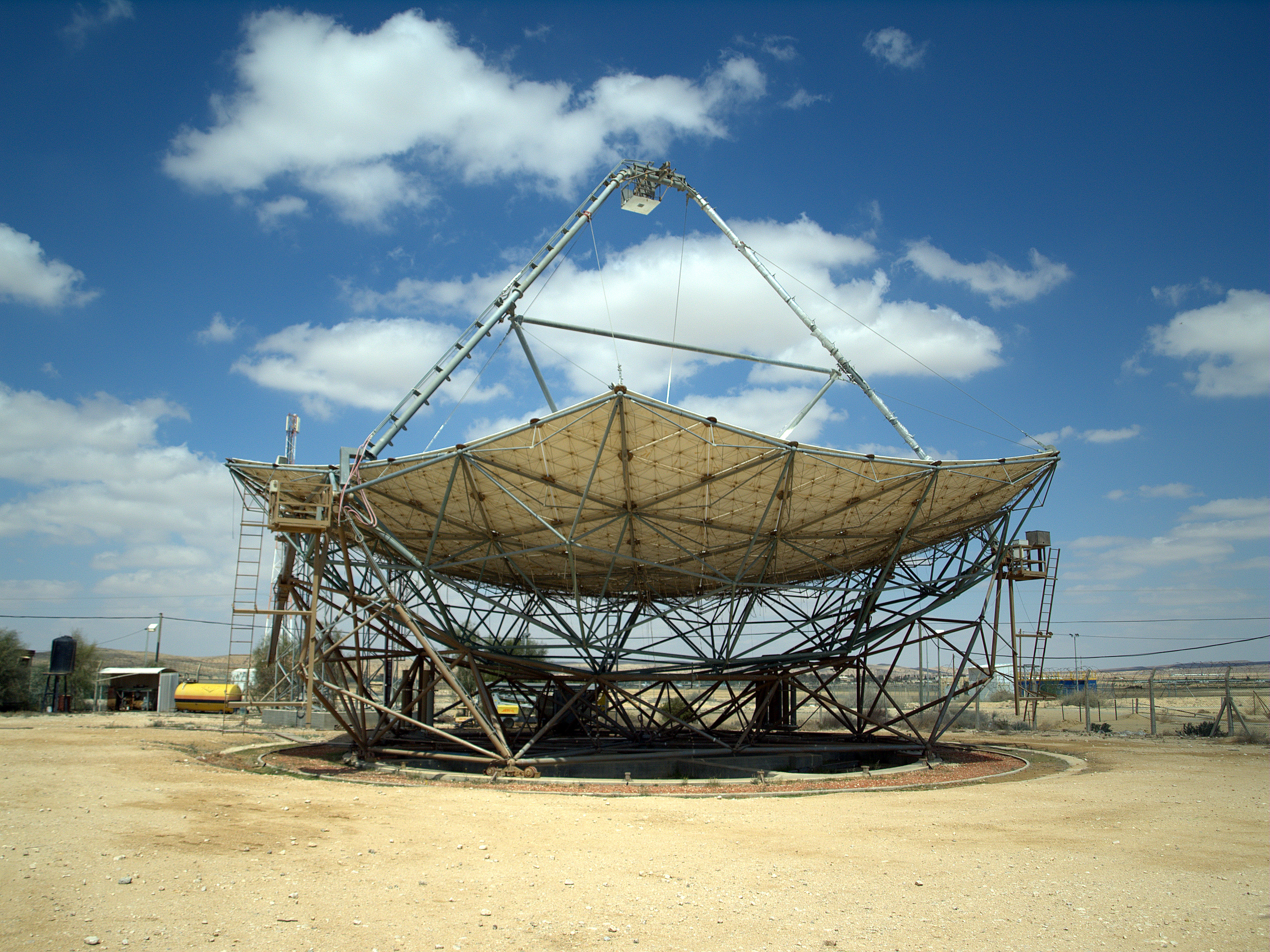
Sa mạc Negev là cái nôi của ngành công nghiệp nghiên cứu ứng dụng năng lượng mặt trời Israel, nơi đây có Trung tâm Năng lượng Mặt trời Quốc gia và thung lũng Arava, vùng nhiều nắng nhất Israel.

Công nghệ năng lượng mặt trời và ngành công nghiệp năng lượng mặt trời Israel có từ thời điểm lập quốc. Trong thập niên 1950, Levi Yissar đã phát triển một loại máy nước nóng năng lượng mặt trời để giúp giảm bớt tình trạng khan hiếm năng lượng trong nước. Đến 1967 khoảng một trong số 20 hộ gia đình sử dụng năng lượng mặt trời để nấu nước, 50 ngàn máy nước nóng năng lượng mặt trời đã được bán. Trong cuộc khủng hoảng dầu những năm 1970, Harry Zvi Tabor, cha đẻ của ngành năng lượng mặt trời Israel, đã phát triển một bản mẫu máy nước nóng năng lượng mặt trời mà hiện đang được sử dụng ở hơn 90% số hộ gia đình Israel. Các kỹ sư Israel nắm các công nghệ hàng đầu trong ngành năng lượng mặt trời, các công ty năng lượng mặt trời Israel làm việc trong các dự án trên toàn thế giới.

### Công nghiệp
Israel có ngành công nghiệp hóa chất phát triển cao với nhiều sản phẩm nhắm đến thị trường xuất khẩu. Đa số các nhà máy hóa chất đặt tại Ramat Hovav, vùng vịnh Haifa và khu vực gần Biển Chết. Công ty Hóa chất Israel – Israel Chemicals là một trong những công ty phân bón và hóa chất lớn nhất Israel. Công ty con của nó – Dead Sea Works tại Sdom là nhà sản xuất và cung cấp lớn thứ tư thế giới về các sản phẩm làm từ chất ka-li. Công ty cũng sản xuất một số sản phẩm khác như magiê chloride (MgCl2), muối công nghiệp, chất làm tan băng, muối tắm - bath salts, muối ăn, nguyên liệu thô cho ngành công nghiệp sản xuất mỹ phẩm.
Một trong những công ty tuyển nhiều nhân công nhất ở Israel là Tập đoàn Công nghiệp Hàng không Israel (Israel Aerospace Industries), sản xuất chủ yếu là các sản phẩm hàng không dân dụng và quốc phòng. Một nhà tuyển dụng lớn khác là Tập đoàn Công nghiệp Dược phẩm Teva (Teva Pharmaceutical Industries), trong năm 2011 công ty này sử dụng 40.000 nhân viên. Teva chuyên về dược phẩm phổ thông (generic pharmaceutical), dược phẩm độc quyền và các hoạt chất dược phẩm. Nó là nhà sản xuất dược phẩm phổ thông lớn nhất thế giới và là một trong số 15 công ty dược phẩm lớn nhất thế giới.

#### Công nghiệp kim cương
Israel là một trong ba trung tâm hàng đầu thế giới về đánh bóng kim cương, bên cạnh Bỉ và Ấn-độ. Năm 2012, xuất khẩu ròng kim cương đã đánh bóng của Israel giảm 22.8% còn 5,56 tỷ đô-la từ mức 7,2 tỷ đô-la năm 2011. Xuất khẩu ròng kim cương thô giảm 20,1% còn 2,8 tỷ đô-la, nhập khẩu ròng kim cương thô giảm 12,9% còn 3,8 tỷ đô-la. Xuất và nhập khẩu ròng giảm là do cuộc khủng hoảng tài chính toàn cầu, nhất là đối với khu vực đồng Euro và Mỹ. Mỹ là thị trường lớn nhất chiếm 36% tổng thị trường xuất khẩu kim cương đã đánh bóng, Hồng Kông xếp thứ hai với 28% và Bỉ xếp thứ ba với 8%.

### Công nghiệp quốc phòng
Israel là một trong những nhà xuất khẩu hàng đầu về các trang thiết bị quân sự, chiếm 10% thị trường thế giới năm 2007. Israel có 3 công ty nằm trong danh sách năm 100 công ty cung cấp vũ khí và dịch vụ quân sự hàng đầu thế giới năm 2010 của Viện Nghiên cứu Hòa bình Quốc tế Stockholm: Elbit Systems, Israel Aerospace Industries và RAFAEL. Công nghiệp quốc phòng ở Israel là một ngành quan trọng về mặt chiến lược và cũng là một nhà tuyển dụng lớn trong nước. Nó là một người chơi lớn trong thị trường vũ khí toàn cầu và là nhà xuất khẩu vũ khí đứng thứ 11 trên thế giới năm 2012. Tổng giá trị chuyển giao vũ khí từ năm 2004 đến 2011 đạt 12,9 tỷ đô-la. Có hơn 150 công ty quốc phòng có trụ sở ở Israel với tổng doanh thu hằng năm là 3,5 tỷ đô-la. Xuất khẩu trang thiết bị quốc phòng của Israel đạt 7 tỷ đô-la năm 2012, tăng 20% so với năm 2011. Hầu hết hàng được xuất đi châu Âu và Mỹ. Những khu vực mua nhiều thiết bị quốc phòng của Israel bao gồm Đông Nam Á và Mỹ La Tinh. Ấn-độ là thị trường vũ khí lớn nhất của Israel. Israel được xem là nhà xuất khẩu máy bay không người lái hàng đầu trên thế giới. Theo Viện Nghiên cứu Hòa bình Quốc tế Stockholm, Israel đứng đằng sau 41% số máy bay không người lái được xuất khẩu trong giai đoạn 2001 -2011.

### Du lịch
Du lịch là một nguồn thu lớn của nền kinh tế Israel, thu hút 3,54 triệu khách quốc tế năm 2013, với tốc độ tăng bình quân là 2,5% từ năm 2008 với đỉnh điểm là 3% kể từ năm 2012. Israel có rất nhiều di tích lịch sử và tôn giáo, khu nghỉ mát bờ biển, địa điểm tham quan khảo cổ, địa điểm tham quan di sản và du lịch sinh thái. Israel có số lượng bảo tàng tính trên đầu người cao nhất thế giới. Địa điểm tham quan thu phí thu hút nhiều du khách nhất là pháo đài Masada.

## Ngoại thương

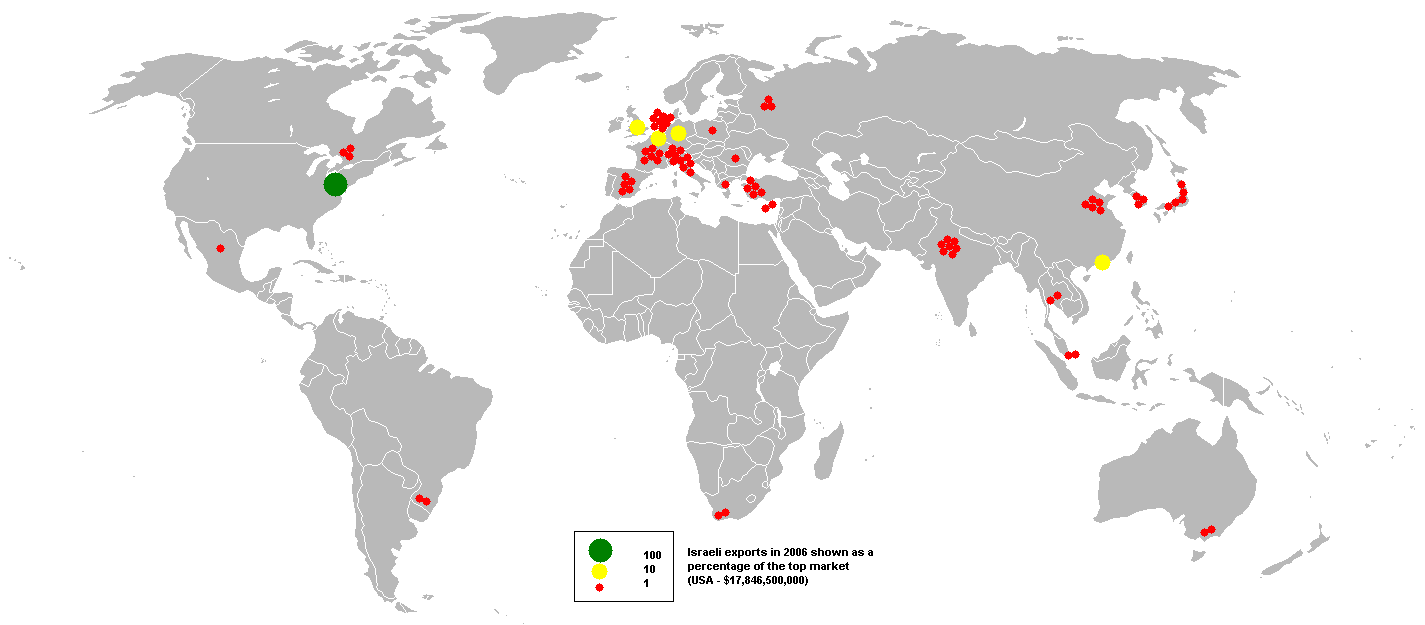
Bản đồ xuất khẩu Israel 2006.

Trong năm 2006, xuất khẩu Israel tăng trưởng 11% đạt hơn 29 tỷ đô-la; lĩnh vực công nghệ cao đóng góp 14 tỷ đô-la, tăng 20% so với năm trước đó.

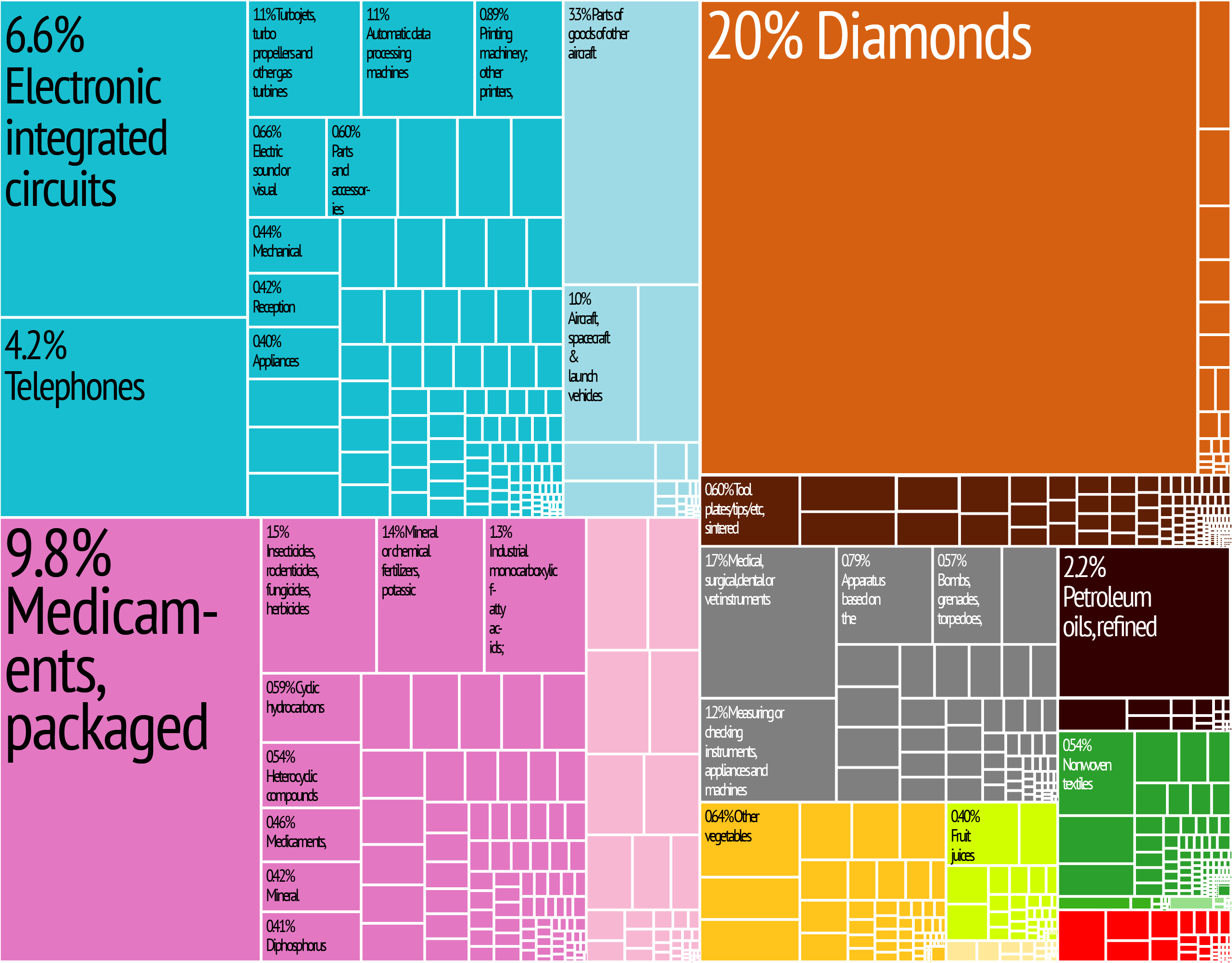
Biểu đồ thể hiện các sản phẩm xuất khẩu Israel.

Mỹ là bạn hàng lớn nhất của Israel, Israel là đối tác thương mại xếp thứ 26 của Mỹ. Thương mại hai chiều đạt khoảng 24,5 tỷ đô-la năm 2010, tăng từ 12,7 tỷ đô-la năm 1997. Các mặt hàng xuất khẩu chủ lực của Mỹ vào Israel bao gồm máy tính, vi mạch, linh kiện máy bay và các thiết bị quốc phòng, lúa mì và xe hơi. Mặc hàng xuất khẩu chủ lực của Israel vào Mỹ bao gồm kim cương đã cắt, trang sức, vi mạch, máy in và thiết bị viễn thông. Hai nước đã ký một thỏa thuận thương mại tự do (FTA) năm 1985 trong đó bỏ dần các loại thuế xuất nhập khẩu ở hầu hết các mặt hàng trong 10 năm sau đó. Một hiệp định thương mại hàng nông sản được ký tháng 11 năm 1996 đã đề cập đến các hàng hóa chưa được nhắc đến trong FTA. Mặc dù vậy, một số rào cản thuế quan và phi thuế quan vẫn còn tồn tại. Israel cũng có các thỏa thuận thương mại và hợp tác với Liên minh châu Âu và Ca-na-đa, Israel cũng đang tiến hành ký kết các thỏa thuận tương tự với một số nước khác như Thổ Nhĩ Kỳ, Jordan và một vài nước Đông Âu.
Tính theo vùng miền, Liên Minh châu Âu là điểm đến hàng đầu của các mặt hàng xuất khẩu của Israel. Trong vòng 4 tháng giữa tháng 10 năm 2011 và tháng 1 năm 2012, Israel đã xuất khẩu một lượng hàng hóa trị giá 5 tỷ đô-la đến EU – chiếm 35% tổng xuất khẩu của nước này. Cũng trong cùng kỳ, xuất khẩu của Israel sang vùng Viễn Đông đạt 3,1 tỷ đô-la.
Cho đến năm 1995, giao thương của Israel với thế giới Ả-rập là rất nhỏ, điều này xuất phát từ sự tẩy chay của Liên Đoàn Ả-rập đối với cộng đồng Do Thái ở Palestine kể từ năm 1945. Các nước Ả-rập không chỉ từ chối giao thương trực tiếp với Israel, họ còn từ chối làm ăn với bất kỳ doanh nghiệp nào kinh doanh ở Israel, hoặc với bất kì doanh nghiệp nào có giao thương với một doanh nghiệp đang kinh doanh ở Israel.
Năm 2013, giao dịch thương mại giữa Israel và các vùng lãnh thổ Palestine đạt 20 tỷ đô-la.
Trong năm 2012, mười công ty hàng đầu đóng góp đến 47,7% giá trị xuất khẩu của Israel. Những công ty này là Intel, Elbit Systems, Oil Refineries Ltd, Tập đoàn Công nghiệp Dược phẩm Teva, Iscar, Công ty Hóa chất Israel, Makhteshim Agan, Paz Oil Company, Tập đoàn Công nghiệp Hàng không Israel và công ty Indigo thuộc tập đoàn Hewlett-Packard. Ngân hàng Trung ương Israel và Viện Xuất khẩu Israel đã cảnh báo rằng nước này phụ thuộc quá nhiều vào một số ít các nhà xuất khẩu.

## Xếp hạng
Năm 2012, Israel xếp thứ 26 trong Báo cáo Cạnh tranh Toàn cầu của Diễn đàn Kinh tế Thế giới, thứ 16 trên 187 quốc gia trong Chỉ số Phát triển Con người của Liên Hợp Quốc, được xếp vào nhóm "phát triển rất cao". Nền kinh tế Israel cũng đứng thứ 17 trong số các nước có nền kinh tế phát triển nhất theo xếp hạng trong Niên giám Cạnh tranh Toàn cầu của IMD. Kinh tế Israel được xem là nền kinh tế vững vàng nhất trong các cuộc khủng hoảng, và đứng đầu về tỉ lệ chi tiêu cho nghiên cứu và phát triển. Ngân hàng Trung ương Israel xếp hạng nhất trong số các ngân hàng trung ương về hiệu quả hoạt động, cải thiện từ vị trí thứ 8 năm 2009. Israel cũng đứng đầu về việc cung cấp nhân lực tay nghề cao. Các công ty Israel, nhất là trong lĩnh vực công nghệ đã có các thành công đáng kể trong việc thu hút vốn từ Phố Wall cũng như các thị trường tài chính khác; trong năm 2010 Israel đứng thứ hai trong số các quốc gia ngoài Mỹ về số công ty niêm yết trên các sàn chứng khoán ở Mỹ.
Chuyển đổi từ nền kinh tế theo mô hình xã hội từ giữa những năm 1980 và đầu những năm 1990, Israel đã có những bước nhảy vọt tới mô hình kinh tế thị trường tự do. Năm 2012, chỉ số tự do kinh tế của Israel là 67,8, xếp thứ 48 về độ tự do trong Bảng xếp hạng Chỉ số Tự do Kinh tế (Index of Economic Freedom) 2012. Sức cạnh tranh của nền kinh tế Israel đến từ sự bảo vệ mạnh quyền sở hữu, mức độ tham nhũng tương đối thấp và sự cởi mở đối với thương mại và đầu tư toàn cầu. Thuế thu nhập và thuế doanh nghiệp vẫn còn tương đối cao. Năm 2011, Israel đứng hạng 36 trong số 182 quốc gia về Chỉ số Nhận thức Tham nhũng của Tổ chức Minh bạch Quốc tế. Hối lộ và các hình thức tham nhũng khác là phạm pháp ở Israel, nước này đã tham gia Hiệp ước Chống Hối lộ của OECD từ năm 2008.